# Pinnigorgia flava
Pinnigorgia flava is een zachte koraalsoort uit de familie Gorgoniidae. De koraalsoort komt uit het geslacht Pinnigorgia. Pinnigorgia flava werd in 1910 voor het eerst wetenschappelijk beschreven door Nutting. 